# Brandon Aguilera
Brandon Aguilera Zamora (Naranjo, Alajuela, 28 de junio de 2003) es un futbolista costarricense que se desempeña como Centrocampista en el Rio Ave F. C. de la Primeira Liga de Portugal.

## Trayectoria
Formó parte de la academia Wilmer López y desde los once años comenzó a jugar en las divisiones inferiores de Carmelita, descrito como de perfil zurdo, polifuncional y habilidoso que puede jugar de creativo, de extremo y delantero. Con quince años participaba en el certamen de alto rendimiento, siendo esta una categoría superior a la sub-17 de la cual también encajaba por su edad. Poco después fue ascendido al cuadro absoluto.

### A. D. Carmelita
El 11 de noviembre de 2018 disputó su primer partido en la máxima categoría con Carmelita, por la última fecha del Torneo de Apertura contra el Deportivo Saprissa. Aguilera sustituyó a Suhander Zúñiga al minuto 70' en la derrota de su equipo por 3-0.
Marcó su primer gol el 3 de febrero de 2019 en la victoria 4-1 sobre Guadalupe, cuyo tanto le permitió unirse a Jorge «Cuty» Monge como los dos jugadores de los cuales se tienen datos firmes que han anotado a más temprana edad, ambos de 15 años. En toda la temporada alcanzó cuatro participaciones y su club terminó relegado a la Segunda División al finalizar de último en la tabla.

### L. D. Alajuelense
El 5 de julio de 2019, el equipo de Alajuelense fichó a Aguilera como parte de su proyecto de reforzar la liga menor. En la primera mitad de la temporada, Brandon fue enviado a pasantías en los clubes del Grêmio de Brasil y Pachuca de México.
Se estrenó con la camiseta liguista hasta el 23 de mayo de 2020, al entrar de cambio por Alexander López al minuto 75' de la victoria 3-0 contra San Carlos.
El 20 de diciembre de 2020, Aguilera se proclamó campeón del Torneo de Apertura al derrotar a Herediano en las dos finales con marcadores de 1-0. El 3 de febrero de 2021, Brandon conquistó su segundo título en el club tras vencer al Deportivo Saprissa por 3-2 en la final de Liga Concacaf. Su primer gol con los erizos llegaría el 24 de abril sobre el Cartaginés (triunfo 4-1).
El 16 de diciembre de 2021, se anunció su renovación de contrato hasta junio de 2025.

### A. D. Guanacasteca
El 17 de diciembre de 2021, se confirmó su pase a A. D. Guanacasteca en calidad de préstamo por un torneo corto. Aguilera realizó una participación destacada con el club guanacasteco, por lo que le permitió ser convocado a la selección de Costa Rica a las Eliminatorias Catar 2022.

### Nottingham Forest F. C. y préstamo a A. D. Guanacasteca
El 17 de julio de 2022, fue fichado por el Nottingham Forest F. C. de Inglaterra. Días después, Aguilera fue cedido a préstamo a A. D. Guanacasteca para tomar mayor ritmo a una posibilidad de ser convocado a la selección de Costa Rica para su cita mundialista en Catar 2022, Aguilera disputó 10 partidos, sumando 850 minutos con Guanacasteca.

### G. D. Estoril Praia
El 31 de enero de 2023, fue cedido a préstamo al G. D. Estoril Praia por un contrato de seis meses con opción a compra. Aguilera no disputó ningún compromiso con el primer equipo durante los seis meses de su préstamo y solamente jugó con el equipo de la reserva, en el que fue titular en cada compromiso.

### Nottingham Forest F. C.
Aguilera regresó al club dueño de su ficha, el Nottingham Forest F. C. para la temporada 2023/24 de la Premier League tras finalizar su préstamo en el Estoril. Tras disputar algunos partidos de pretemporada, el 17 de agosto de 2023 el técnico Steve Cooper declaró que Brandon Aguilera se mantendría en el equipo inglés al menos hasta el mercado de invierno, en donde jugaría principalmente con el equipo sub-21 al mismo tiempo que tendría la opción de contar con participaciones esporádicas con el primer equipo.
El 30 de agosto de 2023, Aguilera debutó con el primer equipo en un partido correspondiente a la EFL Cup contra el Burnley F. C., donde ingresó al minuto 90+1 y disputó 12 minutos en un partido que finalizó con derrota y eliminación tras acabar con un marcador de 0-1. Para el 2 de setiembre de ese mismo año, Aguilera recibió su primera convocatoria en Premier League para el encuentro donde el Forest venció al Chelsea 1-0, sin embargo, no ingresó al terreno de juego.
El 20 de enero de 2024, Aguilera se enfrentó en su debut ante el Brentford F. C., convirtiéndose en el octavo futbolista costarricense en jugar la Premier League y el costarricense más joven, superando al icónico Paulo Wanchope con 20 años, 6 meses y 23 días desde el 1997, su ingreso sucedió al minuto 86 por la derrota 3-2.

### Bristol Rovers F. C.
El 1 de febrero de 2024, se oficializó su fichaje al Bristol Rovers F. C. portando el dorsal 10, en condición de préstamo por un contrato de cinco meses. El 3 de febrero debutó contra el Exeter City F. C., al minuto 15 realizó su primera anotación, disputando la totalidad de minutos, convirtiendo la victoria por 1-0.

### Rio Ave F. C.
El 2 de julio de 2024, se oficializó su fichaje al Rio Ave F. C., adquiriendo la compra al Nottingham Forest F. C., por un ligamen hasta 2027. El 9 de agosto, debutó contra el Sporting C. P., dándose su ingreso al compromiso en el minuto 76, el encuentro finalizó por la derrota 3-1.

## Selección nacional

### Categorías inferiores
El 23 de abril de 2019, Aguilera fue convocado a la Selección Sub-17 de Costa Rica del técnico Cristian Salomón, para disputar el Campeonato de la Concacaf de la categoría. Debutó al entrar de cambio al minuto 75' en el primer partido contra Panamá (2-2), apareció en la suplencia frente a Curazao (0-3) y jugó los últimos catorce minutos ante Surinam (0-6). El 9 de mayo su selección venció a Nicaragua por 2-1 en los octavos de final, pero tres días después cayó en penales frente a Canadá, por lo que se quedó sin la oportunidad de asistir al Mundial de Brasil de ese año. Aguilera fue suplente en la etapa final.
El 9 de junio de 2022, Aguilera fue incluido en la lista definitiva de veinte futbolistas del entrenador Vladimir Quesada para representar a su país en el Campeonato Sub-20 de la Concacaf, con sede en Honduras. Debutó en la competición el 18 de junio con empate 1-1 contra Jamaica, donde fue titular por 85 minutos.
El 29 de mayo de 2023, se oficializó la convocatoria del director técnico Douglas Sequeira para la nómina de los jugadores para representar a la selección de Costa Rica sub-23 en la competición del Torneo Maurice Revello de 2023, Brandon fue parte de la nómina. Aguilera debutó en el juego inaugural contra Venezuela, en el que anotó al minuto 71 de penal, el encuentro finalizó el empate 1-1, con la victoria en penales por 3-4. En su segundo partido se enfrentó ante Francia, con una anotación al minuto 45+2, por la derrota 3-1. En su tercer compromiso, se enfrentó ante Arabia Saudita, empatando el marcador por 0-0, perdiendo la serie en penales por 3-2. Costa Rica disputó un partido por el undécimo puesto, enfrentándose ante Catar, Aguilera tuvo la totalidad de minutos y realizó una asistencia, el encuentro finalizó por la derrota 2-4.

#### Participaciones internacionales
| Competición                           | Sede           | Resultado        | Partidos | Goles |
| ------------------------------------- | -------------- | ---------------- | -------- | ----- |
| Campeonato Sub-17 de la Concacaf 2019 | Estados Unidos | Cuartos de final | 2        | 0     |
| Campeonato Sub-20 de la Concacaf 2022 | Honduras       | Cuartos de final | 5        | 0     |
| Torneo Maurice Revello de 2023        | Francia        | Fase de grupos   | 4        | 2     |

### Selección absoluta
El 18 de marzo de 2022, fue convocado por primera vez para un partido de la Selección de Costa Rica dirigida por Luis Fernando Suárez, para enfrentar el cierre de la eliminatoria mundialista. Tuvo su debut internacional el 30 de marzo contra Estados Unidos (2-0) en el Estadio Nacional, donde alineó como titular, se mostró participativo y dejó detalles de su calidad al proveer la asistencia del gol de Juan Pablo Vargas al minuto 51'.
El 13 de mayo de 2022, fue convocado a la lista de Suárez para la preparación de cara a la Liga de Naciones de la Concacaf. El 2 de junio, se dio su debut, sustituyendo a Gerson Torres en el minuto 60', siendo derrotados en el marcador 2-0 de visita contra Panamá.
El 14 de junio de 2022, estuvo en la suplencia en el partido donde su combinado selló la clasificación a la Copa Mundial tras vencer 1-0 a Nueva Zelanda, por la repesca intercontinental celebrada en el país anfitrión Catar.
El 16 de septiembre de 2022, fue convocado por el técnico Luis Fernando Suárez para los partidos amistosos previo a la Copa Mundial 2022 en suelo asiático contra Corea del Sur y Uzbekistán. El 23 de septiembre de 2022 se dio el enfrentamiento ante Corea del Sur, sin ver minutos en el empate 2-2. Cuatro días después disputó como titular contra Uzbekistán, disputando los 45 minutos del primer tiempo, en la dramática victoria 2-1.
El 3 de noviembre de 2022, el técnico Luis Fernando Suárez, realizó la conferencia de prensa de los 26 jugadores que viajarían a Catar para el evento de la Copa Mundial de Fútbol de 2022, Aguilera fue parte de los nombres de la nómina. Brandon tuvo participación durante los tres partidos contra España, Japón, y Alemania, siendo la eliminación de la cita mundialista en el cuarto lugar de la fase de grupo, con tres puntos.
El 17 de marzo de 2023, fue convocado para afrontar los partidos de la Liga de Naciones de la Concacaf 2022-23 contra Martinica y Panamá. En el que se mantuvo en la suplencia contra Martinica sin ver minutos de juego. Mientras en el juego de Panamá participó en la parte complementaria.
El 30 de agosto de 2023, fue convocado por el director técnico Claudio Vivas en una gira hacia Europa contra los encuentros amistosos ante Arabia Saudita y Emiratos Árabes Unidos. Aguilera se mantuvo en el banco de suplencia contra Arabia Saudita. El 12 de septiembre, se enfrentó contra Emiratos Árabes Unidos, ingresando al terreno de juego al minuto 58, ofreciendo una asistencia al minuto 64, el encuentro finalizó en la derrota 1-4.
El 10 de noviembre de 2023, fue convocado por el director técnico Gustavo Alfaro para disputar la Liga de Naciones de la Concacaf 2023-24 por los cuartos de final contra Panamá. Brandon disputó los juegos de ida y vuelta contra Panamá, siendo una derrota en el marcador global 6-1, resultado de la eliminación de la competición.
El 15 de marzo de 2024, se oficializó su convocatoria para el partido del Repechaje de la Copa América 2024 contra Honduras y el amistoso contra Argentina. El 23 de marzo, se mantuvo en el banco de suplencia contra Honduras por la victoria 3-1, logrando obtener la Copa América 2024. Tres días después, se enfrentó contra Argentina durante 68 minutos por la derrota 3-1.
El 11 de junio de 2024, se oficializó su convocatoria de los 26 jugadores para la competición de la Copa América 2024. El 25 de junio debutó contra Brasil, y disputó 90+2 minutos en el empate 0-0. El 28 de junio, se enfrentó a Colombia, disputando 66 minutos por la derrota 3-0. El 2 de julio, disputó contra Paraguay, ingresó al minuto 68 por la victoria 2-1, cerrando la competición de la Copa América 2024 en la tercera posición de la fase de grupos.
El 28 de agosto de 2024, se oficializó su convocatoria para la Liga de Naciones de la Concacaf 2024-25 contra Guadalupe y Guatemala. El 5 de septiembre, se enfrentó contra Guadalupe, dándose su ingreso desde el minuto 63 en la victoria 3-0. El 9 de septiembre, se mantuvo en el banco de suplencia contra Guatemala por el empate en el marcador 0-0.

#### Participaciones internacionales
| Competición                             | Sede                    | Resultado        | Partidos | Goles |
| --------------------------------------- | ----------------------- | ---------------- | -------- | ----- |
| Liga de Naciones de la Concacaf 2022-23 | Concacaf                | Fase de grupos   | 2        | 0     |
| Liga de Naciones de la Concacaf 2023-24 | Concacaf                | Cuartos de final | 2        | 0     |
| Copa América 2024                       | Estados Unidos          | Fase de grupos   | 2        | 0     |
| Liga de Naciones de la Concacaf 2024-25 | Concacaf                | Cuartos de final | 5        | 0     |
| Copa de Oro de la Concacaf 2025         | Estados Unidos · Canadá | Cuartos de final | 4        | 0     |

#### Participaciones en eliminatorias
| Eliminatoria               | Sede                             | Resultado   | Partidos | Goles |
| -------------------------- | -------------------------------- | ----------- | -------- | ----- |
| Clasificación Mundial 2022 | Catar                            | Clasificado | 1        | 0     |
| Clasificación Mundial 2026 | Estados Unidos · México · Canadá | Por definir | 2        | 0     |

#### Participaciones en Copas del Mundo
| Mundial              | Sede  | Resultado      | Partidos | Goles |
| -------------------- | ----- | -------------- | -------- | ----- |
| Copa Mundial de 2022 | Catar | Fase de grupos | 3        | 0     |

## Estadísticas

### Clubes
Actualizado al último partido jugado el 17 de agosto de 2025.
| Club                               | Div.          | Temporada     | Liga  | Liga  | Liga   | Copas nacionales | Copas nacionales | Copas nacionales | Copas internacionales | Copas internacionales | Copas internacionales | Total | Total | Total  |
| Club                               | Div.          | Temporada     | Part. | Goles | Asist. | Part.            | Goles            | Asist.           | Part.                 | Goles                 | Asist.                | Part. | Goles | Asist. |
| ---------------------------------- | ------------- | ------------- | ----- | ----- | ------ | ---------------- | ---------------- | ---------------- | --------------------- | --------------------- | --------------------- | ----- | ----- | ------ |
| A. D. Carmelita · Costa Rica       |               |               |       |       |        |                  |                  |                  |                       |                       |                       |       |       |        |
| 1.ª                                | 2018-19       | 4             | 1     | 0     | —      | —                | —                | —                | —                     | —                     | 4                     | 1     | 0     |        |
| Total club                         | Total club    | 4             | 1     | 0     | 0      | 0                | 0                | 0                | 0                     | 0                     | 4                     | 1     | 0     |        |
| L. D. Alajuelense · Costa Rica     |               |               |       |       |        |                  |                  |                  |                       |                       |                       |       |       |        |
| 1.ª                                | 2019-20       | 2             | 0     | 0     | —      | —                | —                | —                | —                     | —                     | 2                     | 0     | 0     |        |
| 1.ª                                | 2020-21       | 26            | 1     | 2     | —      | —                | —                | 3                | 0                     | 0                     | 29                    | 1     | 2     |        |
| 1.ª                                | 2021-22       | 12            | 0     | 2     | 1      | 0                | 0                | 1                | 0                     | 0                     | 14                    | 0     | 2     |        |
| Total club                         | Total club    | 40            | 1     | 4     | 1      | 0                | 0                | 4                | 0                     | 0                     | 45                    | 1     | 4     |        |
| A. D. Guanacasteca · Costa Rica    |               |               |       |       |        |                  |                  |                  |                       |                       |                       |       |       |        |
| 1.ª                                | 2021-22       | 18            | 4     | 3     | —      | —                | —                | —                | —                     | —                     | 18                    | 4     | 3     |        |
| 1.ª                                | 2022-23       | 10            | 0     | 0     | —      | —                | —                | —                | —                     | —                     | 10                    | 0     | 0     |        |
| Total club                         | Total club    | 28            | 4     | 3     | 0      | 0                | 0                | 0                | 0                     | 0                     | 28                    | 4     | 3     |        |
| Nottingham Forest F. C. Inglaterra |               |               |       |       |        |                  |                  |                  |                       |                       |                       |       |       |        |
| 1.ª                                | 2023-24       | 1             | 0     | 0     | 2      | 0                | 0                | —                | —                     | —                     | 3                     | 0     | 0     |        |
| Total club                         | Total club    | 1             | 0     | 0     | 2      | 0                | 0                | 0                | 0                     | 0                     | 3                     | 0     | 0     |        |
| Bristol Rovers F. C. Inglaterra    |               |               |       |       |        |                  |                  |                  |                       |                       |                       |       |       |        |
| 3.ª                                | 2023-24       | 12            | 2     | 0     | —      | —                | —                | —                | —                     | —                     | 12                    | 2     | 0     |        |
| Total club                         | Total club    | 12            | 2     | 0     | 0      | 0                | 0                | 0                | 0                     | 0                     | 12                    | 2     | 0     |        |
| Rio Ave F. C. Portugal             |               |               |       |       |        |                  |                  |                  |                       |                       |                       |       |       |        |
| 1.ª                                | 2024-25       | 25            | 3     | 1     | 4      | 0                | 1                | —                | —                     | —                     | 29                    | 3     | 2     |        |
| 1.ª                                | 2025-26       | 1             | 0     | 0     | 0      | 0                | 0                | —                | —                     | —                     | 1                     | 0     | 0     |        |
| Total club                         | Total club    | 26            | 3     | 1     | 4      | 0                | 1                | 0                | 0                     | 0                     | 30                    | 3     | 2     |        |
| Total carrera                      | Total carrera | Total carrera | 111   | 11    | 8      | 7                | 0                | 1                | 4                     | 0                     | 0                     | 122   | 11    | 9      |
| 1. 2. Fuente:Transfermarkt         |               |               |       |       |        |                  |                  |                  |                       |                       |                       |       |       |        |

### Selección de Costa Rica
Actualizado al último partido jugado el 29 de junio de 2025.
| Selección                                            | Año | Eliminatorias | Eliminatorias | Eliminatorias | Continental | Continental | Continental | Mundial | Mundial | Mundial | Amistosos | Amistosos | Amistosos | Total | Total | Total  |
| Selección                                            | Año | Part.         | Goles         | Asist.        | Part.       | Goles       | Asist.      | Part.   | Goles   | Asist.  | Part.     | Goles     | Asist.    | Part. | Goles | Asist. |
| ---------------------------------------------------- | --- | ------------- | ------------- | ------------- | ----------- | ----------- | ----------- | ------- | ------- | ------- | --------- | --------- | --------- | ----- | ----- | ------ |
| Absoluta · Costa Rica                                |     |               |               |               |             |             |             |         |         |         |           |           |           |       |       |        |
| 2022                                                 | 1   | 0             | 1             | 2             | 0           | 0           | 3           | 0       | 0       | 2       | 0         | 0         | 8         | 0     | 1     |        |
| 2023                                                 | —   | —             | —             | 3             | 0           | 0           | —           | —       | —       | 1       | 0         | 1         | 4         | 0     | 1     |        |
| 2024                                                 | 2   | 0             | 1             | 8             | 0           | 0           | —           | —       | —       | 2       | 0         | 0         | 12        | 0     | 1     |        |
| 2025                                                 | 0   | 0             | 0             | 4             | 0           | 1           | —           | —       | —       | 0       | 0         | 0         | 4         | 0     | 1     |        |
| Total                                                | 3   | 0             | 2             | 17            | 0           | 1           | 3           | 0       | 0       | 5       | 0         | 1         | 28        | 0     | 4     |        |
| 1. 2. Fuente:Transfermarkt / National Football Teams |     |               |               |               |             |             |             |         |         |         |           |           |           |       |       |        |

## Palmarés

### Títulos nacionales
| Título                         | Club              | País       | Año  |
| ------------------------------ | ----------------- | ---------- | ---- |
| Primera División de Costa Rica | L. D. Alajuelense | Costa Rica | 2020 |

### Títulos internacionales
| Título        | Equipo            | Sede     | Año  |
| ------------- | ----------------- | -------- | ---- |
| Liga Concacaf | L. D. Alajuelense | Alajuela | 2021 |

### Distinciones individuales
| Distinción                                                                           | Año  |
| ------------------------------------------------------------------------------------ | ---- |
| Incluido en el Once ideal de la jornada 14 de la Eliminatoria al Mundial             | 2022 |
| Mejor jugador sub-20 de la Primera División de Costa Rica del Torneo Clausura 2022   | 2022 |
| Mejor gol del Bristol Rovers F. C. de la E. F. L. League One en la temporada 2023-24 | 2024 |